# Vejdovskya simrisiensis
Vejdovskya simrisiensis är en plattmaskart som beskrevs av Tor Karling 1957. Vejdovskya simrisiensis ingår i släktet Vejdovskya, och familjen Provorticidae. Arten är reproducerande i Sverige.